# Michael Smith Arentz
Michael Smith Arentz (16. juni 1794 i Stavanger – 5. september 1853 i Christiania) var en norsk officer og arkitekt.
Arentz var søn af major Severin Arentz og Martha Dorothea født Bull. Han blev uddannet i Hæren, blev landkadet 1807 og tog militær eksamen 1810. Han blev i 1811 sekondløjtnant i Ingeniørkorpset. Efter tabet af Norge i 1814 forblev han i norsk tjeneste, blev kaptajn 1818 og major i Ingeniørbrigaden i 1846. Han blev ansat ved Akershus fæstning i 1832 og fik opført flere bygninger for militæret. Af hans bygninger kan nævnes Gamle ridehus eller Det kgl. ridehus fra 1828 mod Kontraskjæret og Armeens depot opført 1832. Hans værker fremtræder i en streng klassicistisk stil. Arentz arbejdede også med udkast til parkanlæg og planteskoler.
1822 blev han Ridder af Sværdordenen. I 1844 var han en af stifterne af Den Norske Livrenteforening. Han døde af kolera under koleraepidemien i Christiania 1853.
Han blev gift i Christiania med Dorothea Marie Rosenberg (1799-1883).

## Værker
- Sygehusfløj ved Christiania Hospital i bindingsværk, Oslo (1825, ombygget 1843)
- General Ahrenfeldts gård i Kristiansand

På Akershus fæstning, Oslo:
- Det gamle ridehus, bygning 43 (1827-28)
- Artillerigården, bygning 40 (1829)
- Smedje (1829)
- Armeens depot, bygning 39 (1828-32)
- Kontorbygning ved Depotet (1833-35)

Projekter:
- Et "industrimagasin for trengende fruentimmer"
- To brændselslagre i Christiania (Oslo)

Opmålinger:
- Glasmagasinet, Jernbanetorvet (1818, signeret)
- Kort over Akershus fæstning (1827, signeret)
- Bygning 38 (1834, ændret)